# Saint-Sulpice-de-Royan
Saint-Sulpice-de-Royan là một xã trong tỉnh Charente-Maritime trong vùng Nouvelle-Aquitaine, tây nam nước Pháp. Xã Saint-Sulpice-de-Royan nằm ở khu vực có độ cao trung bình 22 mét trên mực nước biển.